# Formoselha

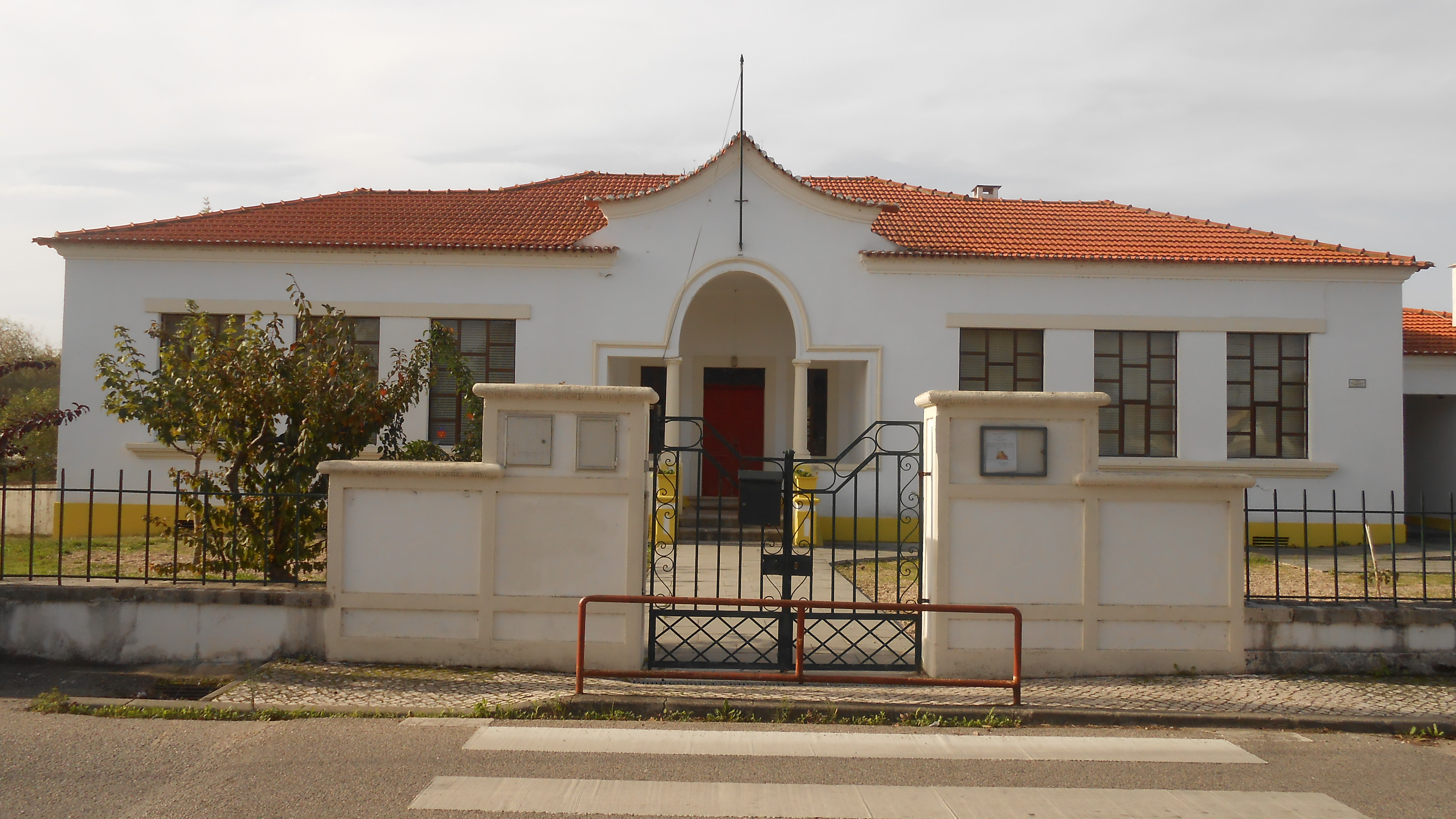
Escola Primária de Formoselha

Formoselha é uma localidade da freguesia de Santo Varão, Município de Montemor-o-Velho.

## História
No território de Formoselha foram encontrados vestígios de ocupação romana.
As primeiras referências escritas remetem-nos para o ano 915, em pleno período da reconquista cristã, em que há a doação de uma "villa" e igreja por Lúcido e Godila ao bispo de Coimbra, D. Gomaldo.
Pensa-se que o nome derivou de uma referência efetuada por uma rainha, que em passagem pelos antigos campos do Mondego, certamente alagados, referiu o lugar como uma «Formosa Ilha», tendo derivado para a atual designação.

São também feitas duas referências «aos bons ares de Formoselha» no capitulo VII da obra-prima de Eça de Queirós, Os Maias.